# Agustín Machelett
Agustín Machelett né le 31 janvier 1995, est un joueur argentin de hockey sur gazon. Il évolue au Tenis, en Espagne et avec l'équipe nationale argentine.

## Carrière
- Débuts en équipe première en janvier 2022 dans le cadre de la Coupe d'Amérique[1].

## Palmarès
- : 1er à la coupe d'Amérique des moins de 21 ans en 2016.
- : 1er à la coupe d'Amérique en 2022.